# Stephen Wooldridge
Stephen Wooldridge (Sydney, 17 oktober 1977 - 14 augustus 2017) was een Australisch wielrenner. 
Wooldridge won tijdens de Olympische Zomerspelen 2004 met zijn ploeggenoten de gouden medaille op de ploegenachtervolging. 
Wooldridge kwam alleen in actie in de kwalificatie.
Wooldridge werd viermaal wereldkampioen op de ploegenachtervolging.

## Resultaten
| Jaar | WK                   | Olympische Zomerspelen |
| ---- | -------------------- | ---------------------- |
| 2002 | ploegenachtervolging |                        |
| 2003 | ploegenachtervolging |                        |
| 2004 | ploegenachtervolging | ploegenachtervolging   |
| 2005 | ploegenachtervolging |                        |
| 2006 | ploegenachtervolging |                        |